# Pave Julius 2.
Julius 2. (5. december 1443 i Albissola ved Savona i Italien—21. februar 1513), der hed Giuliano della Rovere, var pave fra 1503 til sin død.
Han var af ringe herkomst, men pave Sixtus 4. var hans farbror, og denne fik sin nevø fra handelen og ind i kirken, der bød på bedre udsigter. I 1471 blev han kardinal, og som sådan udmærkede han sig som hærfører og diplomat. Under pave Alexander 6., hvis valg han havde bekæmpet, levede han ved det franske hof og modarbejdede Borgiaerne, men da disses magt steg i den grad, at han ikke engang følte sig sikker for deres snigmordere i Frankrig, udsonede han sig med dem og optrådte en tid som Cesare Borgias ægteskabsagent. Sikker for sit liv følte han sig først, da Alexander VI døde 1503. Nu blev Pius 3. pave, men da han døde 26 dage efter valget, fik den 60-årige Giuliano della Rovere tiaraen til dels ved bestikkelser og ved gyldne løfter til Cesare Borgia, hvilke han dog snart brød. Julius 2., som han kaldte sig, var en fast karakter med et af naturen kraftigt, men ved udsvævelser nedbrudt legeme. Hele sin energi satte han ind på at udvide Kirkestatens besiddelser, og i dette arbejde var han mere lykkelig end klog, mere driftig end kraftig. Først tvang han Cesare Borgia til at udlevere ham sine fæstninger i Romagna, dernæst fik han 1504 et forbund i stand med Tyskland og Frankrig mod Venedig. Af frygt for dette forbund udleverede Venedig ham alle sine borge i Romagna undtagen Faenza og Rimini. I 1506 erobrede han selv som feltherre Perugia og Bologna. For at få Venedigs sidste besiddelser i Romagna og tugte det, fordi det selv havde udnævnt bisper og skatsat præsteskabet, fik han ligaen mellem Tyskland, Frankrig og Spanien i stand (Cambrai, december 1508). Året efter bandlyste han Venedig, som derpå sluttede fred med paven efter at have tabt et slag til Frankrig, hvorefter paven og Venedig gjorde fælles sag mod Frankrig. Julius 2. bekæmpede nu den franske konge Ludvig 12., mod hvem han søgte at hidse Henrik VIII af England og schweizerne. Ludvig XII samlede i Tours september 1510 de franske bisper, som nægtede paven lydighed; 5 kardinaler sluttede sig til Frankrig, kejser Maximilian truede og tænkte selv på at lade sig vælge til pave, men Julius ledede imens selve belejringen af Ferrara, Frankrigs forbundsfælle, og erobrede byen. De 5 skismatiske kardinaler, Maximilian og Ludvig 12. sammenkaldte et kirkemøde i Pisa november 1511, paven sammenkaldte et lignende møde til Rom april 1512. I 1511 havde Julius sluttet forbund med Spanien og Venedig (den hellige liga) for at jage de franske ud af Italien. Frankrig erobrede imidlertid Romagna, men så sluttede kejseren og England sig til den hellige liga, og nu blev franskmændene drevne over Alperne, og Julius fik Romagna tilbage og føjede Parma og Piacenza til Kirkestaten. Da Julius lå på sit dødsleje, skal han have klaget over, at han var blevet pave, men han grundfæstede Kirkestaten og fyldte dens pengekasse. I hans tjeneste arbejdede Bramante, Michelangelo og Rafael, han lagde grunden til Vatikanmuseet og lod udgrave antikke kunstværker. Han var en voldsom natur, hans lidenskaber såvel som hans planer var umådelige. "Hvorfor tale til mig om bøger, giv mig en kårde i hånden; jeg forstår mig ikke på litteratur", skal han have svaret Michelangelo, da denne spurgte ham, om han skulde fremstille ham med en bog i hånden.